# 김한나 (정치인)
김한나(金韓羅, 1981년 4월 1일 ~)은 대한민국의 변호사, 정치인이다.
법무법인(유) 금성 서초분사무소 대표변호사이자 부동산 전문 변호사로서, 제22대 국회의원 선거에 더불어민주당 서초구 갑 후보로 전략공천되었다. 현재 더불어민주당 서울특별시당 서초구 갑 지역위원장, 여성위원장, 중앙당 정책위원회 부의장, 중앙당 부패공익제보자 권익보호위원회 대변인, 미래경제성장전략위원회 부동산분과 분과장, 기본사회위원회 서울특별시당 정책단장을 역임하고 있으며, 최근에는 심우정 자녀 특혜채용비리 진상조사단에도 소속되어 활발한 활동을 펼치고 있다. 또한 다양한 방송 출연을 통해 대외적으로도 활약을 이어가고 있다.

## 학력
- 서현고등학교 졸업
- 이화여자대학교 사범대학 사회생활학 학사
- 서울대학교 행정대학원
- 아주대학교 법학전문대학원 법학 전문석사

## 경력
- 제5회 변호사시험 합격
- 법무법인(유)금성 대표변호사(서초분사무소)
- 대한주택건설협회 자문변호사
- 주택연구원 이사
- 환경부 규제심사위원회 전문위원
- 통일부 전문가위원
- 서울특별시의회 인사위원
- 민주평화통일자문회의 자문위원
- 서울특별시 서울의료원 청렴시민감사관
- 남양주교육청 징계위원회 위원
- 대한장애인컬링체육협회 이사
- 2024년 3월~2024년 12월: 더불어민주당 중앙당 부대변인
- 2024년 5월~: 더불어민주당 서울특별시당 서초구 갑 지역위원회 위원장
- 2024년 10월~: 더불어민주당 서울특별시당 여성위원장
- 2024년 6월~8월: 더불어민주당.선거관리위원회 위원
- 2024년 10월~: 더불어민주당 부패공익제보자 권익보호위원회 대변인
- 2025년 3월~: 더불어민주당 미래경제성장전략위원회 위원(부동산분과장)
- 2025년 3월~: 더불어민주당 민석연석회의 주거부문 위원
- 2025년 3월~: 더불어민주당 정책위원회 부의장
- 2025년 4월~: 더불어민주당 대선특별당규준비위원회 위원
- 2025년 4월~: 더불어민주당 서울특별시당 기본사회위원회 정책단장
- 2025년 4월~: 심우정 검찰총장 자녀특혜채용비리 진상조사단 위원
- 2025년 6월~: 이재명 정부 국정기획위원회 경제2분과 전문위원

## 역대 선거 결과
| 실시년도 | 선거   | 대수 | 직책     | 선거구         | 정당         | 득표수   | 득표율          | 순위 | 당락 | 비고 |
| -------- | ------ | ---- | -------- | -------------- | ------------ | -------- | --------------- | ---- | ---- | ---- |
| 2024년   | 총선   | 22대 | 국회의원 | 서울 서초구 갑 | 더불어민주당 | 34,488표 | \| \| 31.55% \| | 2위  | 낙선 |      |
|          | 31.55% |      |          |                |              |          |                 |      |      |      |